# Ivica Šimić
Ivica Šimić, rođen 12. ožujka 1953., zagrebački je glumac i redatelj.
Umjetnički je direktor kazališta Mala scena i glavni tajnik Izvršnog odbora ASSITEJ International.
Diplomirao glumu 1983. godine na Akademiji za kazalište, film i TV.

## Gluma
Ivica Šimić glumio je još kao amater u dramskom studiju Zagrebačkog kazališta mladih sa Zvjezdanom Ladika, a najradije se sjeća predstave Mačak Džingiskan i Miki Trasi u kojoj je igrao zajedno sa svojom sadašnjom suprugom Vitomirom Lončar.
Nakon akademije zaposlio se u Zagrebačkom kazalištu mladih i odmah dobio nagradu Hrvatskog društva dramskih umjetnika za najboljega glumca u predstavama za djecu i mlade, za ulogu Vuka u predstavi Igrajmo se Crvenkapice.
Među najdraže ostvarene uloge ubraja Ariela u Oluji Williama Shakespearea u izvođenju glumačke družine Histrioni i ulogu u predstavi Sokol ga nije volio Fabijana Šovagovića u kazalištu Gavella.

## Glazba
Ivica Šimić bavio se i glazbom i imao svoju grupu Notturno.
Na festivalu šansona Zagreb 1975. osvojio je s Ljubicom Šimić glavnu nagradu za najbolju pjesmu Rosana.
Za Dramski studio ZKM-a pisao je svoje prve scenske glazbe, a ona za predstavu Nevidljivi Leonard Norme Šerment bila je najuspješnija.
Za Dramski studio Zorin Dom u Karlovcu skladao je i dva mjuzikla – Robin Hood i Pepeljuga Vladimira Nazora.
Za Histrione je napisao dvije scenske glazbe – Krnjeval 1976. i Panoptikuš 1977.
Za Malu scenu skladao je brojne scenske glazbe od kojih mu je najdraža ona za predstavu Vagon prvog razreda.

## Režija
Prvu profesionalnu režiju odradio je u kazalištu Mala scena gdje je režirao Pravu stvar Toma Stopparda 1989.
U SAD-u (Seattle) režirao je Kiss Me, Kate 1991. i Tri priče iz Hrvatske (Ivana Brlić-Mažuranić) 1994.
U Ljubljani je postavio tri predstave, a najdraža mu je Gospod Pepi in Črviček Artur Barbo Lindgrena u izvedbi Iztoka Valiča i produkciji Mojega Gledališča.
U Virovitici sam režirao Ofelijino kazalište sjena Michaela Endea, koprodukciju s Malom scenom, i Oluju Williama Shakespearea.
Sa Splitskim kazalištem lutaka radio je musical Mišovi.

## Mala scena
1986. s Vitomirom Lončar osnovao je kazalište Mala scena gdje je "umjetnički direktor, redatelj, glumac, skladatelj, pisac, designer, scenski radnik, vozač i čistač".
Svoje najbolje predstave za djecu i mlade napravio sam u Maloj sceni: Pale sam na svijetu, Kraljevna na zrnu graška, Šaputanja u mraku, Dječak s albumom porodičnih slika, Cvilidreta, Pierrot ili tajne noći, O sutra, Ja sam ja, Ofelijino kazalište sjena, Tajne začarane šume, Roda i Lisac, Bok Čudovište, Bizon i sinovi, Henrik V, Ifigenija, Padobranci ili O umjetnosti padanja...
Ušao je i u svijet kazališta za odrasle režirajući predstave: Tom Stoppard Prava stvar, Tonny Kushner Iluzija, David Mamet Olleana, Martin McDonagh Ljepotica iz Leenanea, David Hare The Blue Room i Charlotte Jones Humble Boy.

## Nagrade i priznanja
- Nagrada HDDU-a 1985. za ulogu Vuka u predstavi Igrajmo se Crvenkapice
- Nagrada HDDU-a 1997. za najbolju predstavu za djecu i mlade Pierrot ili tajne noći
- Nagrada Zlata Paličica predstavi Pierrot ili tajne noći za najbolju predstavu u cjelini na međunarodnom festivalu u Ljubljani 1997.
- Nagrada HDDU-a 2001. za najbolju predstavu za djecu i mlade Tajne začarane šume
- Nagrada Zlata Paličica za najbolju režiju na međunarodnom festivalu u Ljubljani 2001. za predstavu Princeska na zrnu graha
- GRAND PRIX za najbolju predstavu u cjelini na prvom međunarodnom festivalu kazališta za djecu i mlade TIBA u Beogradu za predstavu Henrik V
- Nagrada Hrvatskog centra ASSITEJ za najbolju predstavu u cjelini na 6. Susretu profesionalnih kazališta za djecu i mlade u Čakovcu 2003. za predstavu Priča o oblaku
- Nagrada Hrvatskog centra ASSITEJ za najbolje glumačko ostvarenje u kategoriji muške uloge na 6. Susretu profesionalnih kazališta za djecu i mlade u Čakovcu 2003. za ulogu Pripovjedača u predstavi Priča o oblaku

## Ostalo
Od 1993. godine i redateljskog seminara u Esslingenu, Njemačka radi u međunarodnoj razmjeni, a od 1999. član je Izvršnog odbora ASSITEJ International, međunarodne udruge kazališta za djecu i mlade. 
2008. na Svjetskom Kongresu ASSITEJ-a u Adeleideu - Australija, Ivica Šimić izabran je za generalnog tajnika svjetskog ASSITEJ-a.
Osnovao je Festival Mliječni zub, međunarodni festival profesionalnih kazališta za djecu i mlade, i bio je njegov umjetnički direktor.
Osnivač je kazališnog centra za djecu i mlade u srednjoj i jugoistočnoj Europi EPICENTRE.
Oženjen je Vitomirom Lončar i otac je Buge Marije Šimić.